# Llibre blanc de Hergest
El Llibre blanc de Hergest (en gal·lès: Llyfr Gwyn Hergest), va ser un manuscrit important en gal·lès copiat vers 1450. Contenia textos poètics i en prosa en gal·lès i hauria estat una font important per al seu coneixement, però va desaparèixer a principis del segle xix, probablement destruït en un incendi en un taller d'enquadernació vers 1810.

## Història
El manuscrit és un dels que s'associa amb la família Vaugham de Hergest Court, mansió prop de Kington, Herefordshire, però com a mínim en part era obra del poeta Lewys Glyn Cothi (ca. 1420 – 1490), que l'hauria compilat a l'abadia de Margam Abbey (prop de Port Talbot) utilitzant els textos de la seva biblioteca. Glyn Cothi està estretament associat amb els Vaughams de Hergest, per exemple va escriure poemes en ocasió de la mort de Thomas ap Vaughan (mort el 1469) i el seu fill Richard. Com correspon a un manuscrit fet per a mecenes poderosos, està copiat en fina vitel·la; el nom del còdex prové de l'associació amb la família Vaugham de Hergest Court i del color de l'enquadernació.
L'estudiós John Davies Mallwyd (ca. 1567–1644) va transcriure una part dels poemes del Llibre blanc en un manuscrit que ara es coneix com a Peniarth 49. L'antiquari Robert Powell Vaughan (1592?–1667) també en va copiar parts i el va utilitzar com a font per a estudis genealògics. Va ser també Vaughan qui va identificar la lletra manuscrita com la de Glyn Cothi. Altres estudiosos com Moses Williams (1685–1742) en van copiar també fragments (Llanstephan MS. 74).
Sembla que el Llibre blanc va ser destruït quan estava en el taller d'enquadernació de John Mackinley de Covent Garden. Potser aquest foc va ser el mateix que va cremar el Covent Garden el 1808.

## Contingut
El llibre contenia molts poemes de Lewys Glyn Cothi i altres poetes; també una gran quantitat d'obres de Dafydd ap Gwilym, tot i que tot això sembla haver estat copiat per John Davies o haver-se conservat en altres manuscrits. També contenia textos històrics i en prosa, amb una còpia de les lleis de Hywel Dda, amb variants que no es troben en altres fonts. L'interès de Lewys Glyn Cothi per l'heràldica fa que inclogui una sèrie d'arbres genealògics i material heràldic, com el Llyfr Arfau, el "Llibre d'armes", adscrit a un tal John Trevor o Johannes de Bado Aureo, que podria correspondre a diversos personatges. Sembla que no tot el contingut del Llibre blanc va ser copiat i, per tant, alguna part s'ha perdut definitivament.
Hi ha les següents còpies parcials del manuscrit perdut:
- Peniarth MS. 49, que conté la transcripció de John Davies dels textos de Dafydd ap Gwilym
- Peniarth MS. 134, que conté les còpies de Robert Vaughan dels continguts heràldics del llibre blanc, amb relació a la noblesa de Glamorgan
- Peniarth MS. 225, inclou còpies de textos jurídics
- Llanstephan MS. 74, amb la llista del contingut del Llibre blanc
- British Library Add. MS. 31055
- Wynnstay MS. 2
- El manuscrit miscel·lani Peniarth MS. 229, format per Robert Vaughan, inclou una llista incompleta dels continguts